# 黑對齒蘚
黑對齒蘚（学名：Didymodon nigrescens）为叢蘚科對齒蘚屬下的一个种。